# Helga Deen
Helga Deen (Stettin (Duitsland), 6 april 1925 – Sobibór 16 juli 1943) was een uit Duitsland afkomstige Nederlandse jonge vrouw van Joodse komaf die tijdens haar gevangenschap in Kamp Vught in 1943 een maand lang een dagboek bijhield voor haar geliefde Kees van den Berg.

## Leven en dagboek
Helga's familie vluchtte voor de nazi's naar Nederland. In februari 1940 namen zij de Duitse Gerda Nothmann in hun gezin op als pleegdochter. In Tilburg bezocht zij de Rijks-HBS. Haar moeder stimuleerde haar culturele ontwikkeling; Helga speelde piano en kon goed tekenen. Ze werd verliefd op de jonge kunstschilder Kees van den Berg. Nadat de familie Deen in februari 1943 uit hun huis werd gezet omdat het werd toegewezen aan een inspecteur van politie, werden zij op 1 juni geïnterneerd in Kamp Vught. In juli van dat jaar werd ze overgebracht naar het vernietigingskamp in Sobibór, waar zij op 16 juli werd vermoord, evenals haar ouders Willy Deen en Käthe Deen-Wolff, en haar broer Klaus Gottfried A. Deen.

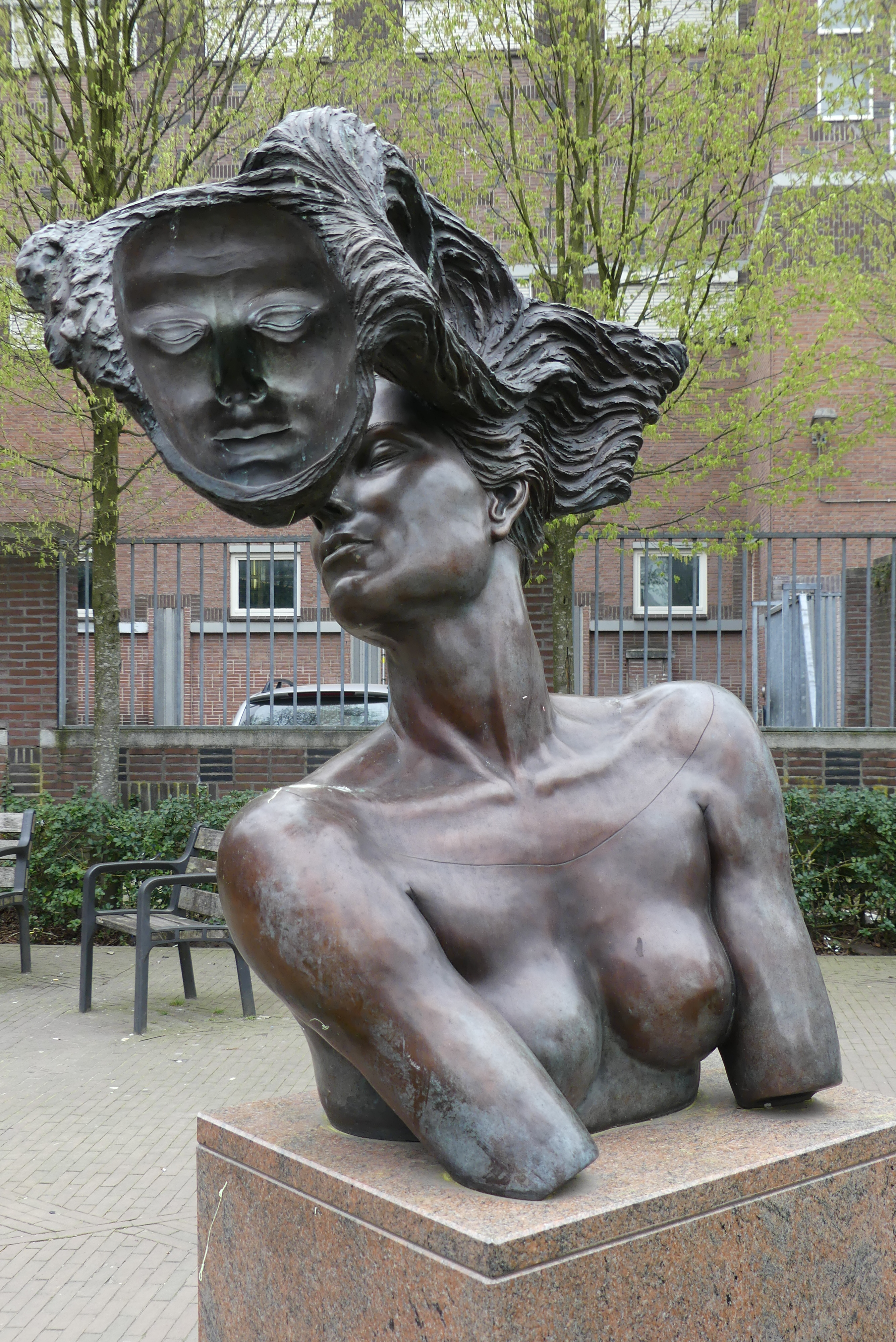
Verbondenheid (Amina Aminus) van Margot Homan

Het dagboek, een schoolschrift waarin ze met potlood schreef, was gericht aan Kees van den Berg en werd na haar deportatie het kamp uit gesmokkeld. Kees hield het zijn leven lang geheim. Van zijn kant stuurde hij tot na de oorlog vele brieven, die steeds werden teruggestuurd. Het dagboek werd door de zoon van Kees van den Berg op 19 oktober 2004 aan het Regionaal Archief Tilburg aangeboden. Op 12 maart 2007 is het dagboek in druk verschenen (uitgeverij Balans). Het eerste exemplaar is op die dag in het Regionaal Archief Tilburg door Gerrit Kobes uitgereikt aan Conrad van den Berg, zoon van Kees.

## Nagedachtenis
Een gedenksteen voor de familie Deen is geplaatst langs de weg naar de gaskamers ('the road to Heaven') in Sobibór in april 2007. Het terrein waar ooit het postkantoor stond, naast de Tilburgse synagoge, is door de gemeente hernoemd tot Helga Deentuin. In 2013 is hier de bronzen sculptuur Verbondenheid Amina Aminus geplaatst, van de Tilburgse kunstenares Margot Homan. Het beeld, ter nagedachtenis van Helga Deen, toont een vrouw die van nabij haar geliefde aankijkt. Zijn hoofd zweeft en is met het hare verbonden door de haarlokken. De holle kanten zijn zichtbaar en afgewerkt, zodat ook daar de gezichtstrekken duidelijk zijn.

## Publicatie
- Helga Deen: Dit is om nooit meer te vergeten. Dagboek en brieven van Helga Deen 1943, Balans 2007. 159 pp, ISBN 978-9050188418

## Externe links

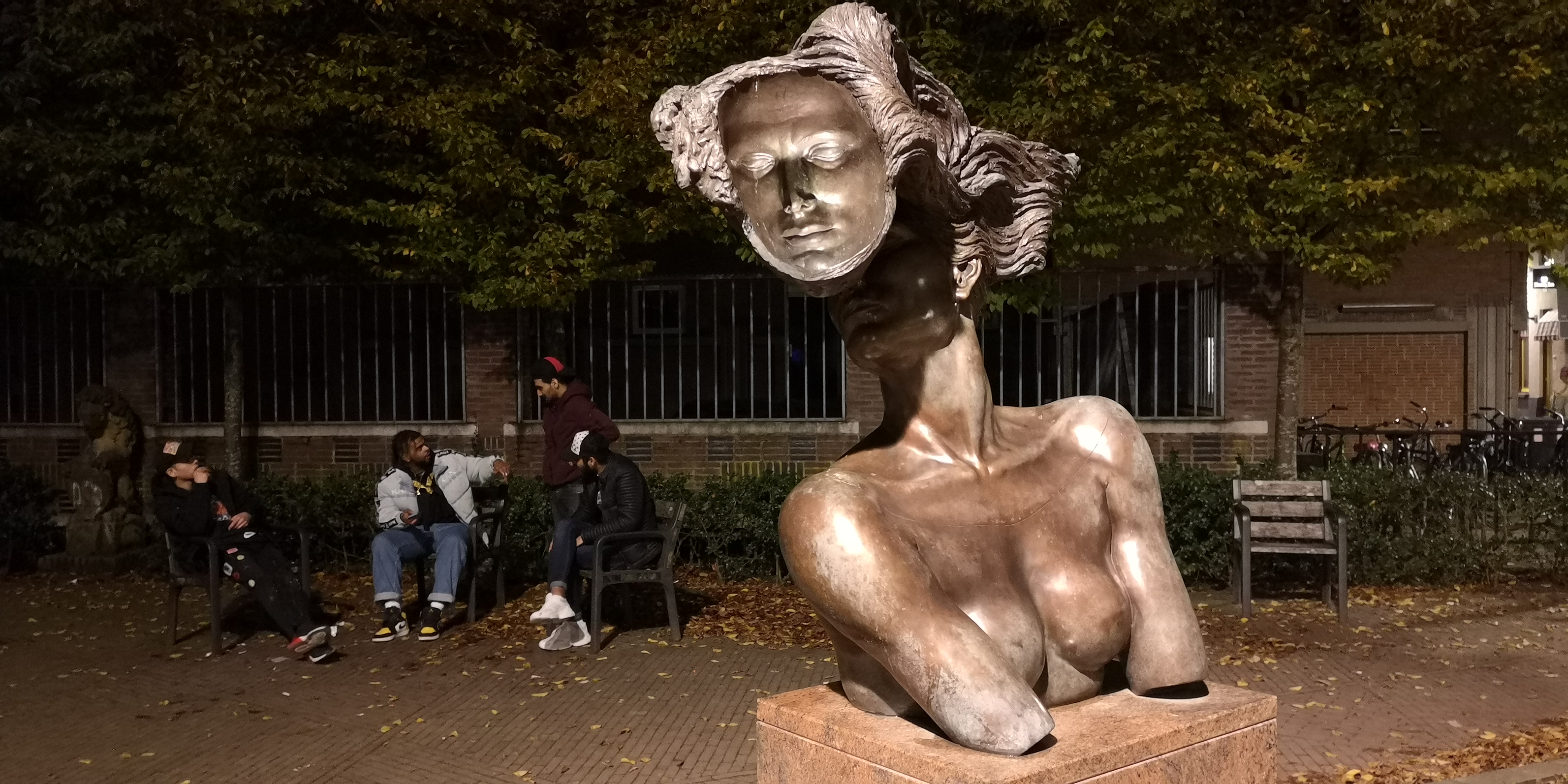
Helga Deentuin bij avond